# Ögat, Hälsingland
Ögat är en sjö i Bollnäs kommun i Hälsingland och ingår i Ljusnans huvudavrinningsområde. Sjöns area är 0,007 kvadratkilometer och den befinner sig 310 meter över havet.